# Christian Mathenia
Christian Mathenia (Mainz, 31 de março de 1992) é um futebolista alemão que atua como goleiro. Atualmente defende o Nürnberg.

## Carreira
Christian Mathenia começou a carreira no 1. FSV Mainz 05.